# .vi
.vi је највиши Интернет домен државних кодова (ccTLD) за Америчка Девичанска Острва.